# Reprezentacja Irlandii w koszykówce kobiet
Reprezentacja Irlandii w koszykówce kobiet - drużyna, która reprezentuje Irlandię w koszykówce kobiet. Za jej funkcjonowanie odpowiedzialny jest Irlandzki Związek Koszykówki. Nigdy nie brała udziału w mistrzostwach świata ani mistrzostwach Europy.